# Я кохаю свого чоловіка
Я кохаю свого чоловіка (рос. Я люблю своего мужа) — російськомовний телесеріал, знятий 2016 року кінокомпанією Star Media на замовлення телеканалу Інтер.

## Сюжет
Сергій вважає, що за 15 років шлюбу знає все про свою дружину Ольгу. Вона хороша господиня і мати, але з роками стала нудною, нецікавою, «прочитаною книгою». Сергій реєструється на сайті знайомств і заводить віртуальний роман з незнайомкою на ім'я Емма. Стрімкі віртуальні відносини стають реальними. Жінка розумна і дуже спокуслива. Правда ховає обличчя і вважає за краще зустрічатися в темряві, але це ще більше розпалює Сергія. На відміну від остогидлої одноманітною Ольги, Емма — загадкова і приваблива. Але коли вона «знімає маску» Сергій розуміє, що у нього був роман із власною дружиною.

## У ролях
| Актор                | Роль                                              |
| -------------------- | ------------------------------------------------- |
| Катерина Климова     | Ольга Норова                                      |
| Іван Оганесян        | Сергій (чоловік Ольги)                            |
| Ада Роговцева        | Поліна Штрауб (сусідка Ольги, театральна актриса) |
| Дмитро Суржиков      | Олег (тележурналіст)                              |
| Аліна Гроссу         | Варвара (телеведуча)                              |
| Денис Мартинов       | Віктор (програміст)                               |
| Інна Бєлікова        | Наталка (подруга Ольги)                           |
| Володимир Горянський | Сан Санич (редактор каналу)                       |
| Олексій Тритенко     | Вася (тренер)                                     |
| Олена Дудич          | мати Ольги                                        |
| Олег Примогенов      | батько Ольги                                      |
| Олександр Пожарський | охоронець                                         |